# Lathrobium rufipenne
Lathrobium rufipenne är en skalbaggsart som beskrevs av Leonard Gyllenhaal 1813. Lathrobium rufipenne ingår i släktet Lathrobium, och familjen kortvingar. Arten är reproducerande i Sverige.